# تولسیپور، دانگ
تولسیپور (به لاتین: Tulsipur) یک شهر در نپال است که در استان شماره ۵ واقع شده‌است. تولسیپور ۳۸۴٫۶۳ کیلومتر مربع مساحت و ۱۴۱٬۵۲۸ نفر جمعیت دارد و ۷۲۵ متر بالاتر از سطح دریا واقع شده‌است.